# Santa Maria de Vedrinyans

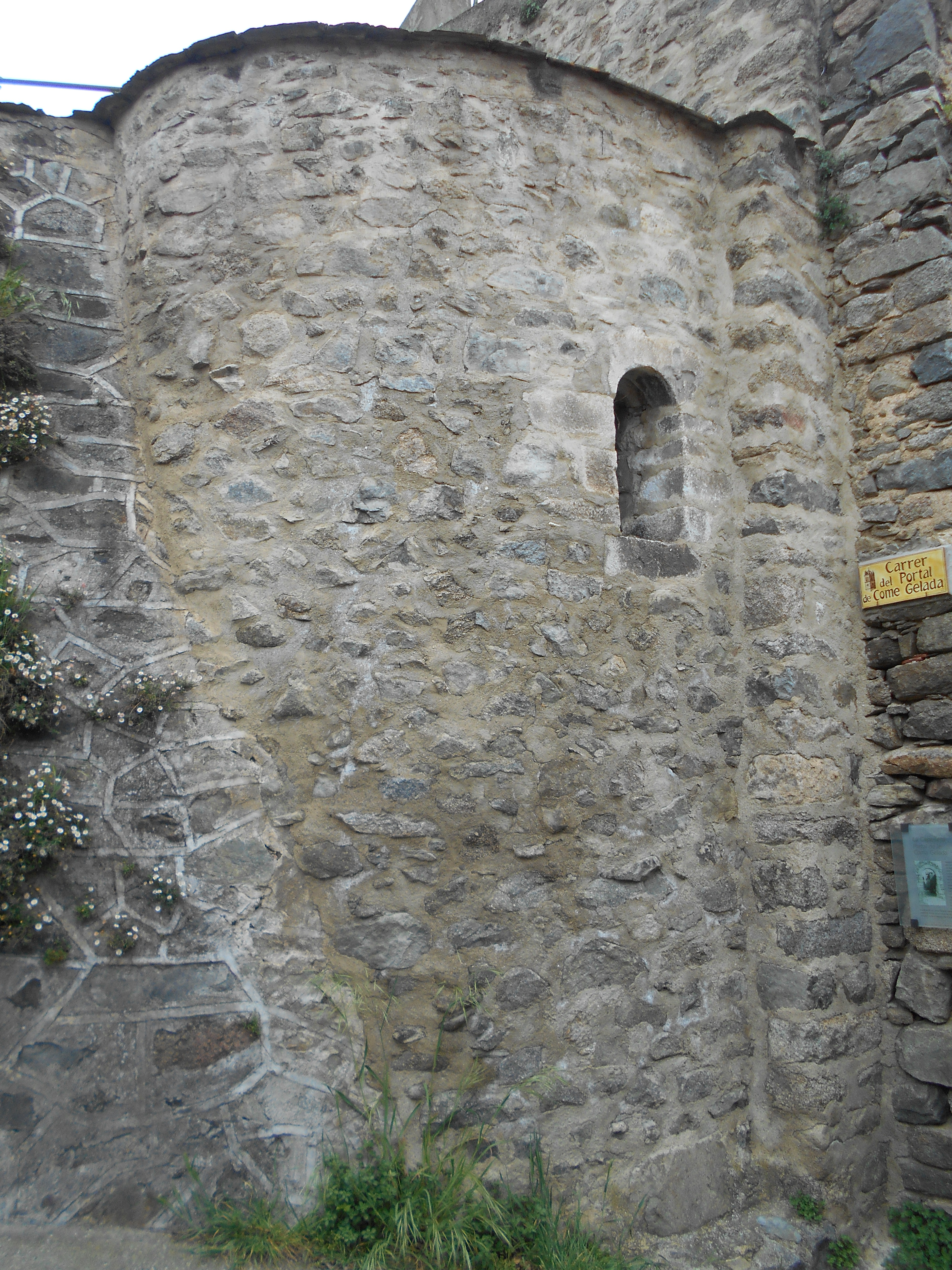
Absis romànic de la capella

Santa Maria de Vedrinyans, o de Comagelada, popularment la Capelleta, és una església del poble de Mosset, de la comuna del mateix nom, pertanyent a la comarca nord-catalana del Conflent.
És al costat interior del Portal de Comagelada, per on sortia el Camí de Sornià, al nord del poble i al costat nord-est del castell, entre la Plaça de la Capelleta i el portal esmentat. De fet, la Plaça de la Capelleta és en part sobre la meitat occidental de l'església.

## Història
Poc documentada al llarg de la història, el 1536 rebé un llegat d'un mossetà, i el 1608 un altre mossetà hi fundà un aniversari. També està documentat que el Consell de la Vila de Mosset s'hi reuní diverses vegades al llarg del segle xvii.

## L'edifici

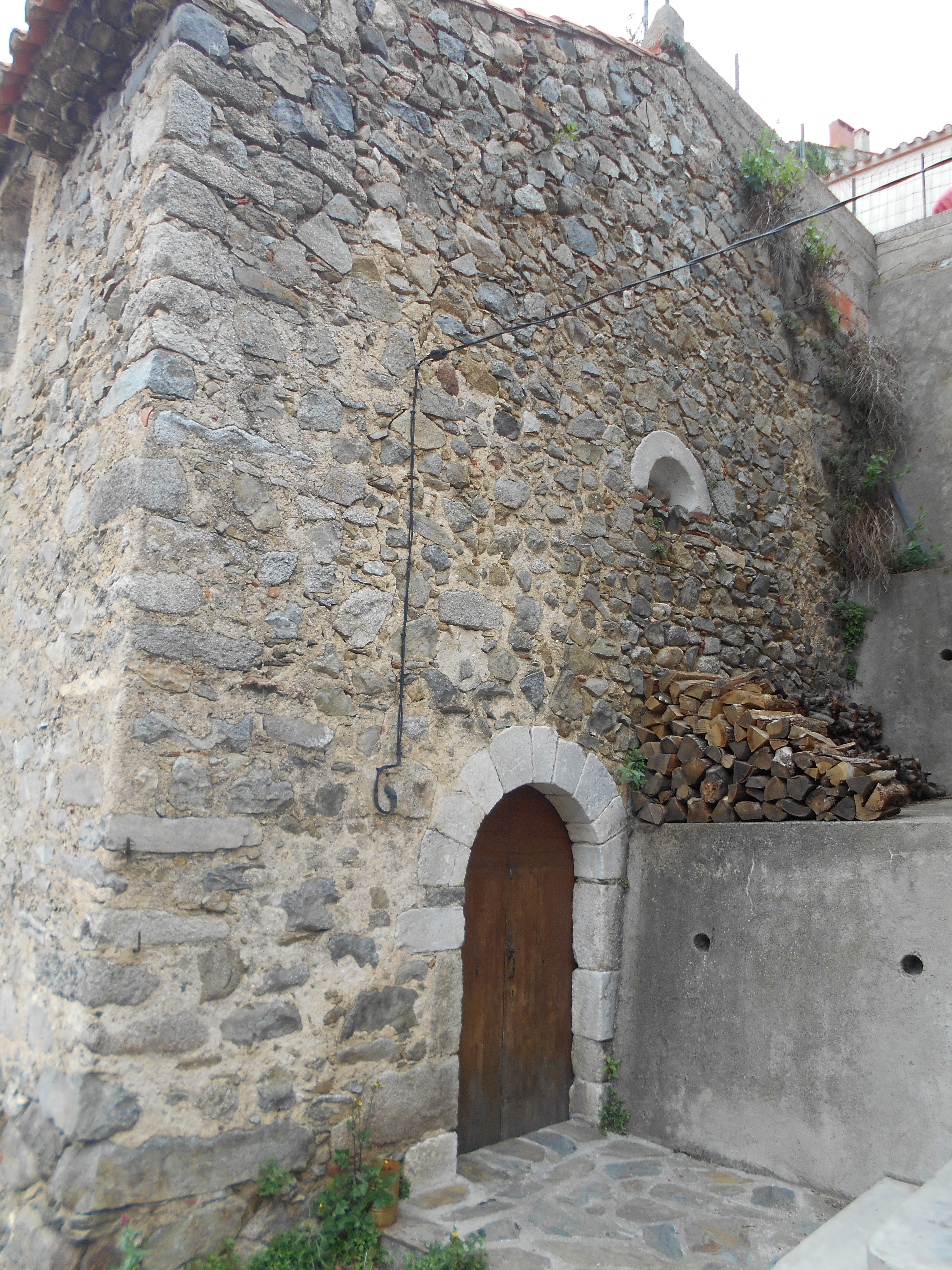
Façana nord-est de l'església

Es tracta d'una església d'origen romànica, d'una sola nau capçada a llevant per un absis semicircular i coberta amb volta de canó. L'absis s'obre directament a la nau. La porta s'obre al nord, i està situada en una façana que presenta un fort desnivell que fa que la porta estigui clarament descentrada cap a l'est. També és descentrada la finestra absidal, amb l'absis mig menjat pel mateix desnivell on es troba i la Plaça de la Capelleta, com ha quedat palès anteriorment. Es tracta d'una obra romànica tardana, del segle xiii, que segueix un eix nord-est a sud-oest.

## Bibliografia

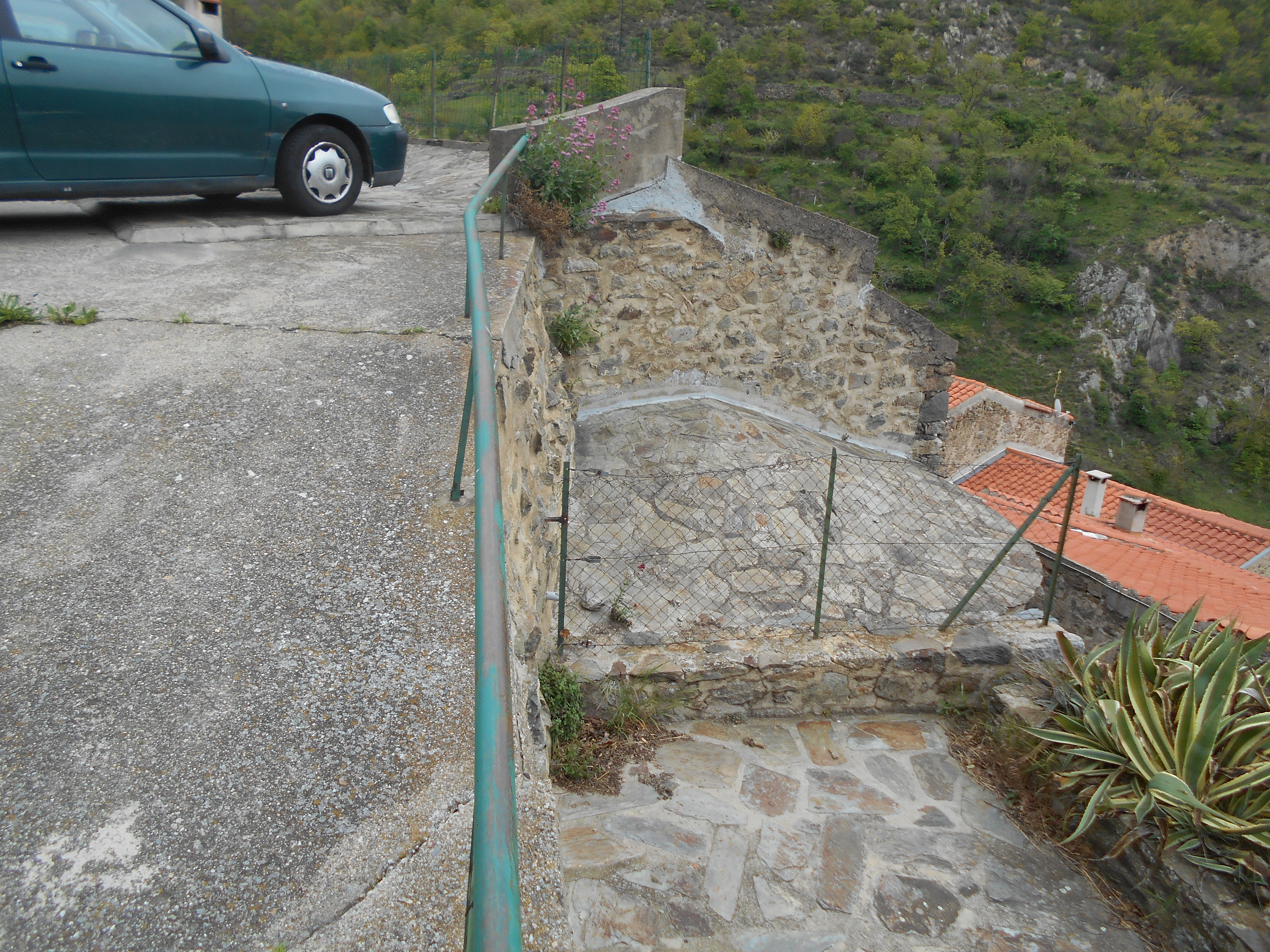
L'església, sota la plaça